# Chiesa di Sant'Antonio Abate (Campobasso)
La chiesa di Sant'Antonio Abate è un luogo di culto cattolico situato nel centro storico di Campobasso.

## Descrizione
La chiesa di Sant'Antonio Abate fu edificata nel 1572 sopra i resti di una preesistente chiesa di modeste dimensioni. È il monumento più rappresentativo dell'arte barocca a Campobasso. L'interno è ad una navata con un magnifico altare maggiore realizzato in marmo nel 1748. Sulle pareti laterali vi sono quattro altari intagliati in legno e rivestiti di oro zecchino.
Nella chiesa sono presenti pregevoli dipinti di Francesco Guarini, detto Guarino da Solofra, come la tela di san Benedetto del 1643 e alcune altre opere di piccolo formato che si trovano sull'altare dedicato a sant'Antonio Abate. Tra i numerosi i dipinti sulle pareti del presbiterio, di scuola napoletana del XVII e XVIII secolo, quelli dovuti alla mano del pittore Michele Scaroina, nato a Campobaasso. Sul lato sinistro è situato un organo del 1696, impreziosito dalla fine decorazione ad intaglio e dal ricco rivestimento a foglia d'oro. Caratteristica è la statua lignea di san Francesco realizzata dallo scultore campobassano Paolo Saverio Di Zinno.

## Porta Sant'Antonio
La porta prende il nome dalla chiesa, ed è stata costruita circa nel 1456 da Cola di Monforte, per il nuovo sistema difensivo della città. La porta è un semplice arco a tutto sesto con cornice di bugnato, collegato a un muraglione rettangolare oggi complesso di edifici civili, un tempo parte delle mura difensive. Al termine del muraglione vi è la Torre Circolare, con base a scarpa e pianta a cilindro, scandito a due settori.